# 坎帕尼扬
坎帕尼扬是葡萄牙波尔图区的一个堂区。总面积8.13平方公里，总人口38757人，人口密度4767.2人/平方公里。坎帕尼扬火车站位于该区。